# Alahis
Alahis (auch Alagis, Alachi; † 688 oder 689 bei Coronate bei Bergamo) war dux von Trient (Herzogtum Trient) und Brescia und im Jahr 688 Gegenkönig der Langobarden gegen Cunincpert.

## Leben
Dux Alahis von Tridentum (Trient) hatte sich militärische Meriten bei einem Sieg gegen einen in Bozen residierenden bairischen Grafen erworben. Er erhob sich um 679 gegen König Perctarit. Perctarit rückte mit seinem Heer aus und belagerte Alahis in Tridentum. Cunincpert gelang es die beiden zu versöhnen. Darüber hinaus sprach Perctarit dem Rebellen auf Bitten Cunincperts auch das Dukat Brescia zu, obwohl er Alahis misstraute. Mehrmals rettete Cunincpert dem aufständischen dux, den Perctarit hinrichten wollte, das Leben.
Es kam im Jahre 688 oder 689/690 vor allem in der Gegend des Herzogtums Friaul zu einem Aufstand gegen Cunincpert, der von Alahis von Trient angeführt wurde. Die Rebellen, zu denen auch die Brüder Aldo und Grauso aus Brescia gehörten, waren zunächst recht erfolgreich, sodass sie Pavia besetzen konnten und Cunincpert zum Comer See fliehen musste. Alahis verlor allerdings schnell an Unterstützung, nicht zuletzt durch seine antikatholische Politik – er war einer der letzten wichtigen Wortführer der Arianer unter den ansonsten schon weitgehend für den Katholizismus gewonnenen Langobarden. Aldo und Grauso begannen, Alahis zu misstrauen, liefen zu Cunincpert über und übergaben ihm die Stadt Pavia. Cunincpert führte sein Heer gegen Alahis, der in Friaul ebenfalls Truppen sammelte. Cunincpert forderte Alahis zu einem Zweikampf heraus, den dieser ablehnte. Darauf liefen einige aus Alahis’ Heer zu Cunincpert über, andere, die Alahis in seinen Dienst gezwungen hatte, desertierten. Es kam zur blutigen Schlacht von Coronate an der Adda etwa 15 km südwestlich von Bergamo, in der Alahis fiel. Das Rebellenheer wurde niedergemacht oder ertrank auf der Flucht. Später ließ Cunincpert auf dem Schlachtfeld ein St. Georg gewidmetes Kloster bauen.